# Neithardt Riedel
Neithardt Riedel (* 7. Oktober 1952 in Köritz) ist ein deutscher Schauspieler und Drehbuchautor.

## Leben
Seine schauspielerische Ausbildung erhielt Neithardt Riedel von 1974 bis 1978 an der Universität Mozarteum Salzburg. Theaterengagements führten ihn an die Landesbühne Hannover, das Hamburger Thalia Theater und zu den Störtebeker-Festspielen in Ralswiek auf Rügen.
Seit Mitte der 1980er-Jahre ist Riedel auch als Fernsehschauspieler tätig und überwiegend in zahlreichen bekannten Serien als Gastdarsteller zu sehen. Daneben hat er sich auch als Drehbuchautor einen Namen gemacht. Gemeinsam mit Krystian Martinek verfasste er die Serie Schulz & Schulz mit Götz George in einer Doppelrolle, für die sowohl George als auch das Autorenteam 1989 mit dem Goldenen Gong ausgezeichnet wurden. Neben 25 Büchern der Vorabendserie Da kommt Kalle schrieb Riedel zwei Episoden für die Krimiserie Ein starkes Team und führte bei der Folge Gemischtes Doppel auch Regie.
Neithardt Riedel ist mit der Schauspielerin Antonia Gerke liiert, mit der er 2016 in dem Film Die Hochzeit meiner Eltern gemeinsam vor der Kamera stand. Das Paar lebt in Berlin.

## Filmografie

### Als Schauspieler (Auswahl)
- 1984: Tatort – Haie vor Helgoland
- 1986: Vertrauen gegen Vertrauen
- 1986: Großstadtrevier – Speedy
- 1987: Der Landarzt – Unterlassene Hilfeleistung
- 1989–1993: Schulz & Schulz (4 Folgen als Roger)
- 1991: Zwei Münchner in Hamburg – Endlich zu viert
- 1992: Mutter und Söhne
- 1993: Glückliche Reise – Grönland
- 1994: Karakum
- 1996: Der Parkhausmörder
- 1997: Parkhotel Stern – Die Hochzeit
- 1997: Frauenarzt Dr. Markus Merthin – Die Duftnase
- 1997: Stubbe – Von Fall zu Fall – Stubbe und Elli
- 1998: Lisa Falk – Eine Frau für alle Fälle (5 Folgen)
- 1999: Einsatz Hamburg Süd (2 Folgen als Bernauer)
- 2000: Hotel Elfie
- 2002: Für alle Fälle Stefanie – Bis dass der Tod Euch scheidet
- 2003: Die Pfefferkörner – Der Chip
- 2003: Der letzte Zeuge – Der Fluch des letzten Königs
- 2004: Der Traum vom Süden
- 2005: Alina
- 2005: Balko – Die Nervensäge
- 2005: Inga Lindström: Sprung ins Glück
- 2006: SOKO Köln – Späte Liebe
- 2006: Eine Robbe zum Verlieben
- 2007: Inga Lindström: Vickerby für immer
- 2007: Familie Sonnenfeld – Glück im Unglück
- 2007: Im Tal der wilden Rosen – Im Herzen der Wahrheit
- 2009: Da kommt Kalle – Der Neue
- 2010: Küstenwache – Herzrasen
- 2016: Die Hochzeit meiner Eltern
- 2020–2021: Rote Rosen

### Als Autor
(* = gemeinsam mit Krystian Martinek)
- 1989: Geld macht nicht glücklich *
- 1990: Liebesgeschichten – Tina und Leopold
- 1990: Wohin die Liebe fällt *
- 1991: Taxi nach Rathenow *
- 1991: Ausgetrickst *
- 1992: Der Millionenerbe (2 Folgen)
- 1992: Geheimakte Lenz
- 1989–1992: Schulz & Schulz
- 1992–1993: Moselbrück (3 Folgen)
- 1993: Ein Mann für meine Frau *
- 1993: Glückliche Reise (4 Folgen)
- 1993: Harry & Sunny *
- 1993: Der Showmaster *
- 1994: Ein starkes Team – Gemischtes Doppel (auch Regie)
- 1994: Zwei alte Hasen *
- 1994: Dreimal die Woche... *
- 1996: Schuldig auf Verdacht
- 1996: Ein starkes Team – Mörderisches Wiedersehen
- 1996: Zwei vom gleichen Schlag
- 1998: Alphateam – Die Lebensretter im OP (1 Folge)
- 1999–2001: Zwei Männer am Herd (2 Folgen)
- 1999–2003: Herzschlag – Das Ärzteteam Nord (19 Folgen)
- 2000: Scharf aufs Leben
- 2003: SOKO Köln – Der letzte Geburtstag
- 2003: Der Sommer des glücklichen Narren
- 2005: Alina
- 2007: SOKO Köln – Vermisst
- 2007–2011: Da kommt Kalle (25 Folgen)
- 2014: Wie Feuer und Wasser
- 2016: Das Schweigen der Männer
- 2018: Katie Fforde: Ziemlich beste Freundinnen

## Hörspiele
- 2003: Krise in der Klosterzelle – Autoren: Marion Ciblat und Michel Laguerie – Regie: Klaus Wirbitzky